# Malachov
Malachov (in tedesco Malechau, in ungherese Malakó) è un comune della Slovacchia facente parte del distretto di Banská Bystrica, nella regione omonima.

## Storia
Il villaggio viene citato per la prima volta nel 1291, quando coloni sassoni provenienti da Banská Bystrica si stabilirono qui per esercitarvi l'attività di minatori e fabbri.